# Berendseen 11, 11a

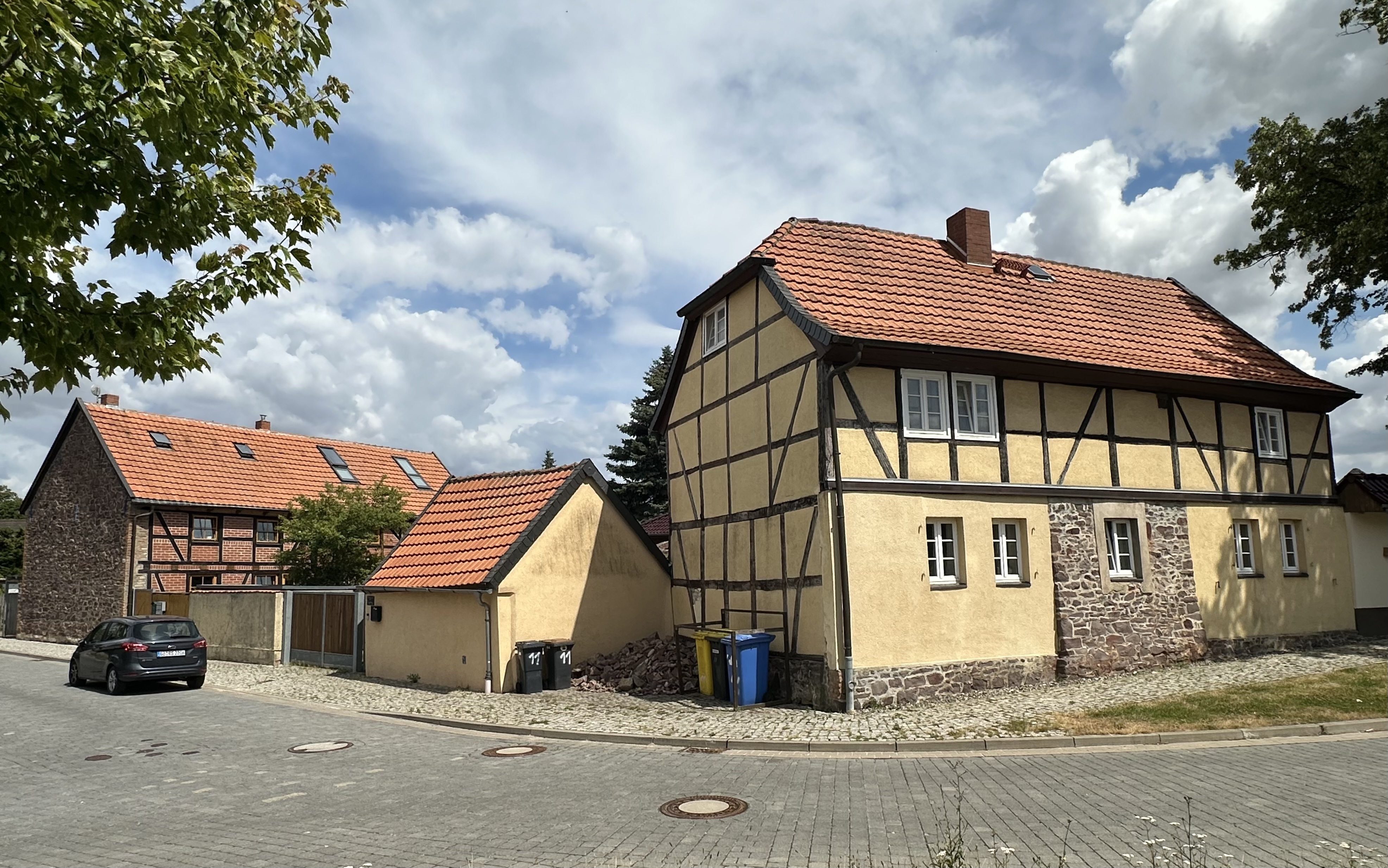
Bauernhof Berendseen 11, 11a, Blick von Westen, 2025

Berendseen 11, 11a ist ein denkmalgeschützter Bauernhof in der Gemeinde Hohe Börde in Sachsen-Anhalt.

## Lage
Der Bauernhof befindet sich im Ortsteil Niederndodeleben im westlichen Teil des Dorfes, auf der Ostseite der Kreuzung der Straßen Wiesenweg und Kantorberg.

## Architektur und Geschichte
Die erhaltene Bebauung des Gehöfts stammt aus dem späten 18. und frühen 19. Jahrhundert. Prägend ist vor allem das zweigeschossige Wohnhaus in Fachwerkbauweise. Bedeckt ist der Bau von einem Krüppelwalmdach. Zur in ursprünglicher Form erhaltenen Anlage gehört ein kleiner, mit einem Satteldach bedeckter Stall. Eine gleichfalls in Fachwerk ausgeführte Scheune ist mit einer Ziegelausfachung versehen.
Im Denkmalverzeichnis des Landes Sachsen-Anhalt ist der Bauernhof unter der Erfassungsnummer 094 70554 als Baudenkmal eingetragen.
Der Hof gilt als prägend für das Straßenbild und wichtig im Ensemble mit dem nördlich liegenden Hof der Wassermühle Berendseen 12.